# Muraenesox
Muraenesox è un genere di pesci marini appartenenti alla famiglia Muraenesocidae.

## Distribuzione e habitat
L'areale di questo genere è limitato all'Indo-Pacifico fino alle regioni temperate calde di Cina, Giappone e Taiwan. M. cinereus è presente nel mar Mediterraneo orientale in seguito alla migrazione lessepsiana.
Sono specie prevalentemente costiere che vivono su fondi mobili, anche se si possono incontrare fino a qualche centinaio di metri di profondità. Si incontrano anche negli estuari e sono tra le poche specie di anguilliformi a poter entrare in acque completamente dolci.

## Tassonomia
Il genere comprende 3 specie:
- Muraenesox bagio
- Muraenesox cinereus
- Muraenesox yamaguchiensis